# إيفا جارسيا فابري
إيفا جارسيا فابري (من مواليد 2 أغسطس 1953) سيدة أعمال ودبلوماسية وسياسية من إكوادور ، تعمل حاليًا كسفيرة لبلدها في بيرو.

## السيرة الشخصية
ولدت إيفا غارسيا فابر في غواياكيل في 2 أغسطس 1953. تخرجت من جامعة غواياكيل بدرجة في الاقتصاد وحصلت على درجة الماجستير في التجارة الدولية والتجارة الخارجية. عملت مديرة الدراسات الاقتصادية والتجارة الخارجية في غرفة التجارة في غواياكيل من عام 1990 إلى عام 2004.
في عام 2002 كانت مرشحة على التذكرة الرئاسية لليسار الديمقراطي جنبًا إلى جنب مع رودريغو بورجا.
في عام 2005 أصبحت الممثل الدائم للإكوادور لدى منظمة التجارة العالمية في جنيف.
في عام 2017 عينت الرئيسة لينين مورينو وزيرة للصناعات والإنتاجية. بعد أن حكم على نائب الرئيس خورخي جلاس بالسجن لدوره في فضيحة أودبريشت، فوضها مورينو رئاسة مجلس قطاع الإنتاج المسؤول عن تنظيم السياسات العامة للإنتاج والصناعة على المستوى الوطني.
في 23 أغسطس 2018 استقالت إيفا جارسيا فابر من منصب وزيرة.
في 3 سبتمبر 2018 أصبحت المدير العام لبنك معهد الضمان الاجتماعي الإكوادوري (بيس).
عين الرئيس مورينو سفيرها للإكوادور في بيرو في 8 مارس 2019.